# 鈴木建吾
鈴木 建吾（すずき けんご、1947年1月17日 -  2025年7月14日）は、日本の実業家。株式会社八幡ねじ創業家2代目で、同社社長・会長を歴任した。元日本ねじ商業協同組合連合会会長。旭日双光章受章。

## 経歴・人物
愛知県名古屋市出身。1969年、横浜国立大学経済学部卒業後、富士通株式会社に入社。システムエンジニアとして働く。1971年、株式会社八幡ねじに入社し取締役専務に就任した。1987年より株式会社八幡ねじ代表取締役社長に就任した。情報システム系の企業で勤務した経験を生かし、ITを活用して経営の改善を図ることに取り組み、グローバル経済の流れの中で、世界最適生産・調達を目指し、2000年にはタイに製造・販社の２現地法人、2003年には上海に製造工場を開設するなどして事業を拡大させた。2008年には、優れたIT経営を実現し、かつ他の中小企業が取り組む際の参考となる中小企業に贈られる「中小企業IT経営力大賞」の経済産業大臣賞を受賞するなど企業努力に対する数多の受賞歴を持つ。
2018年より、株式会社八幡ねじ代表取締役会長に就任した。
2019年には、春の叙勲にて長年の中小企業振興功労が評価され「旭日双光章」を受賞した。
2007年愛知鋲螺商協同組合理事長、2013年日本ねじ商業協同組合連合会会長、2016年名古屋東ロータリークラブ会長、2019年公益財団法人あいち産業振興機構評議員など多くの各団体の要職を歴任した。
2021年度より、母校の横浜国立大学において「八幡ねじ・鈴木建吾奨学金」を設立し経済的理由により修学が困難な学生を支援している。
2025年 死去（享年 78）

### 業績[5]
| 1975年（昭和50年） | ホームセンター事業DIY商品販売開始                                                                                              |
| 1976年（昭和51年） | 東京営業所 開設 |
| 1979年（昭和54年） | 本社に第4倉庫 建設 第1次コンピューター化                                                                                       |
| 1982年（昭和57年） | 本社に第5倉庫 建設 取引先とのオンラインシステム稼働                                                                            |
| 1986年（昭和61年） | バーコードを利用した新生産管理システムEOS稼働                                                                                  |
| 1987年（昭和62年） | 貿易会社『イントラ』設立（現 ヤハタトレーディング） フローシステム（バーコードを利用した出荷システム）稼働                     |
| 1993年（平成 5年） | 運送会社『リード』設立（現 ヤハタロジコム）                                                                                    |
| 1995年（平成 7年） | ホームセンター事業物流センター『各務原DC』を各務原市に建設                                                                     |
| 1997年（平成 9年） | 福岡出張所を『福岡DC』として拡張移転 VM(ビジュアルマネジメント）開始                                                           |
| 1998年（平成10年） | システム開発会社『システムワイズ』設立 大阪営業所 開設                                                                         |
| 1999年（平成11年） | システム開発会社『ワイズチャイナ』中国に設立                                                                                   |
| 2000年（平成12年） | 製造会社『ヤハタファスナータイ』タイ王国に設立                                                                                 |
| 2001年（平成13年） | 第4次コンピューター化 YaCS-EDI開発 大阪営業所を東大阪市へ拡張移転                                                              |
| 2002年（平成14年） | YPS(ヤハタプロダクションシステム）により合理化                                                                                 |
| 2003年（平成15年） | 製造会社『上海八幡五金有限公司」中国に設立                                                                                     |
| 2006年（平成18年） | 松本営業所 開設『各務原DC』第3倉庫 建設 製造会社『ヤハタファスナータイ』新築拡張移転                                           |
| 2007年（平成19年） | 第5次コンピューター化 全社統合システムYaCS稼働                                                                                 |
| 2010年（平成22年） | 『ヤハタファスナータイ」『上海八幡五金有限公司』 TS16949認証取得                                                               |
| 2011年（平成23年） | 製造会社『PTヤハタファスナーインドネシア』 インドネシア共和国に設立、新工場建設 東京営業所を越谷市へ拡張移転『東京支店』とする |
| 2013年（平成25年） | 『TJP・台日部品工業股份有限公司』台湾に設立                                                                                    |
| 2014年（平成26年） | 『PTヤハタファスナーインドネシア』TS16949認証取得 『九州DC』を鳥栖市へ拡張移転『鳥栖DC』とする                                 |
| 2016年（平成28年） | 新物流センター『テクノセンター』を各務原市に建設                                                                               |
| 2017年（平成29年） | 『ヤハタファスナータイ』IATF16949認証取得                                                                                      |
| 2019年（令和1年）  | 『やはた保育園』を各務原市に建設、開園                                                                                         |

### 受賞歴[5]
1997年（平成 9年）　中部産業連盟「VM推進賞」受賞
2002年（平成14年）　2002年度 グッドデザイン賞「日本商工会議所会頭賞」受賞　
同年　　　　　　　　 2002年度 日本サインデザイン賞「経済産業大臣賞」受賞他、多数のデザイン賞を受ける
2005年（平成17年）　「デザイン・エクセレント・カンパニー賞」受賞
2008年（平成20年）　経済産業省「中小企業IT経営力大賞・経済産業大臣賞」受賞
2013年（平成25年）　「2013年 グッドデザイン賞」受賞
2019年（令和 1年） 　春の叙勲にて「旭日双光章」受賞　中小企業振興功労
2020年（令和 2年）　日本パッケージデザイン大賞2021銀賞受賞（八幡ねじ　創業70周年記念事業　鈴木建吾書籍・ねじ干菓子）

### 掲載出版物[5]
- 「チエの経営」（中日新聞社）
- 「デザイン・エクセレント・カンパニー賞」（ダイヤモンド社）
- 「中部のナンバーワン企業」（日本経済新聞社）
- 「東海ビッグバン」（中日新聞社）
- 「バーコードでここまでできる」（日本経済新聞社）
- 「名古屋の元気な１０１社」（アスカ）など